# Ercole Rabitti
Ercole Rabitti (Torino, 24 agosto 1921 – Ferrara, 27 maggio 2009) è stato un allenatore di calcio e calciatore italiano, di ruolo attaccante.

## Carriera

### Giocatore
Come calciatore, Rabitti esordì in Serie A con la Juventus il 26 maggio 1940 nell'incontro di campionato Juventus-Napoli 2-1. Con la maglia bianconera, però, collezionò appena 6 presenze e 1 rete, cosicché proseguì la sua carriera in altre squadre, in particolare con il Como dal 1947 al 1952, con 116 presenze e 35 reti realizzate. Prese così parte alla stagione migliore del club lariano, che nel campionato di Serie A 1949-1950 conquistò il settimo posto.

### Allenatore

Rabitti allenatore del Torino nella stagione 1980-1981, tra i suoi calciatori D'Amico (a sinistra) e van de Korput (a destra).

Come allenatore, dopo aver iniziato nel settore giovanile nella Juventus, nella parte finale della stagione 1963-1964 venne promosso sulla panchina della prima squadra bianconera, subentrando a Eraldo Monzeglio il quale contestualmente passò ad affiancarlo come direttore tecnico. Allenò in seguito il Savona nel campionato di Serie B 1966-1967, conclusosi con la retrocessione dei liguri.
Tornato nel frattempo a occuparsi del vivaio della Juventus, nell'annata 1969-1970 venne richiamato in prima squadra sostituendo in ottobre Luis Carniglia: rimontando da una pessima situazione di classifica, sfiorò lo scudetto dando filo da torcere al Cagliari poi campione d'Italia. Successivamente passò ai concittadini del Torino dove per vari anni allenò nel settore giovanile; nel febbraio del 1980 subentrò a Luigi Radice alla guida della prima squadra, conducendo i granata al terzo posto finale in campionato e alla finale di Coppa Italia (persa contro la Roma), prima di venire a sua volta sostituito nel marzo del 1981 da Romano Cazzaniga.
È morto il 27 maggio 2009 all'età di 87 anni.

## Palmarès

### Giocatore

#### Competizioni nazionali
- Coppa Italia: 1

Juventus: 1941-1942
- Campionato italiano di Serie B: 1

Como: 1948-1949
- IV Serie: 1

Anconitana: 1956-1957 (girone E)

### Allenatore

#### Competizioni giovanili
- Campionato Primavera: 1

Torino: 1976-1977